# NGC 2062
NGC 2062 ist ein offener Sternhaufen im Sternbild Schwertfisch in der Großen Magellanschen Wolke.
Das Objekt wurde am 3. Januar 1837 von John Herschel entdeckt.